# Златисто-бяла мармозетка
Златисто-бялата мармозетка (Mico chrysoleuca) е вид бозайник от семейство Остроноктести маймуни (Callitrichidae).

## Разпространение
Видът е ендемичен за тропическите гори на Амазонка в източната част на Амазонас, Бразилия.